# Гімн Бахрейну
«Наш Бахре́йн» — національний гімн Бахрейну, офіційно прийнятий у 1971 році. Автор тексту — Мохамед Судкі Айяш (1925–2000).

## Арабський текст
بحريننا مليكنا 

رمــــز الوئام 

دســــتورها عالــي المــكانة و المــقام 

ميثاقها نهج الشريعة و العروبة و القيم 

عاشت مملكة البحرين 

بــلــد الــكرام 

مــهد الســلام 

دســــتورها عالــي المــكانة و المــقام 

ميثاقها نهج الشريعة و العروبة والقيم 

عاشت مملكة البحرين 

## Транскрипція МФА
baḥrainuna:, mali: kuna: 

ramzu l-wiˀa: m, 

dustu: ruha: ˁali: l-maka: nati wa l-maqa: m; 

mi:θa: quha: nahʤu ʃ-ʃari:ˁati wa l-ˁuru: bati wa l-qiyam, 

ˁa:ʃat mamlakatu l-baḥrain! 

baladu l-kira: m, 

mahdu s-sala: m, 

dustu: ruha: ˁali: al-makanati wa l-maqa: m; 

mi:θa: quha: nahʤu ʃ-ʃari:ˁati wa l-ˁuru: bati wa l-qiyam, 

ˁa:ʃat mamlakatu l-baḥrain! 

## Переклад українською
Наш Бахрейн, наш король — 

Символ гармонії, 

Його конституція — понад усе, 

Його закон — шлях шаріату, арабських традицій і цінностей, 

Хай живе королівство Бахрейн! 

Країна благородних, 

Колиска світу, 

Його конституція — понад усе, 

Його закон — шлях шаріату, арабських традицій і цінностей, 

Хай живе королівство Бахрейн! 